# سيمباد

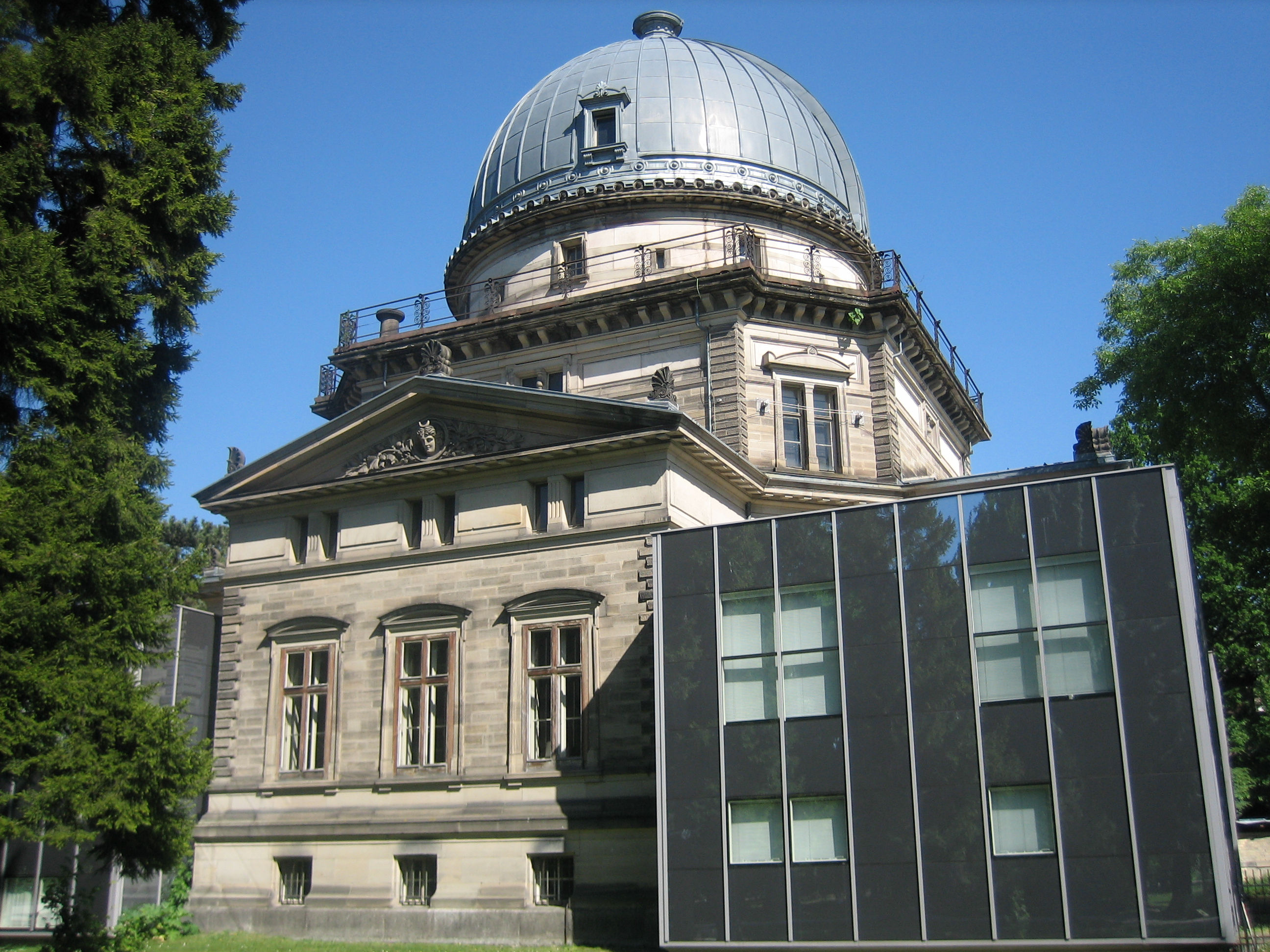
مرصد ستراسبورغ

سيمباد (مجموعة المعرفات، والقياسات، والمراجع للمعطيات الفلكية) سيمباد هو قاعدة بيانات فلكية للأجرام ما وراء النظام الشمسي يحتفظ بها مركز ستراسبورغ الفلكي للبيانات (CDS) في فرنسا.تم إنشاؤة بواسطة دمج فهرس معرف النجوم (CSI), وفهرس مراجع النجوم كما وجدت في مركز ميدون الحاسوبي حتى عام 1979، ثم توسعت الببيانات بإضافية مصادر من فهارس أخرى بما فيها المقالات والكتابات الأكاديمية.
النسخة التفاعلية الأولى على الإنترنت، والمعروفة باسم الإصدار 2، أعدت في عام 1981, وصدر في عام 1990 الإصدار 3 الذي وضع في لغة C والتي تعمل على أنظمة يونيكس في مرصد ستراسبورغ. وفي خريف عام 2006 شهد إطلاق النسخة 4 من قاعدة البيانات مخزنة حاليا باستخدام نظام بوستجري إس كيو إل والبرمجيات الداعمة مكتوبة الآن بالكامل بلغة الجافا.
اعتبارا من 10 فبراير 2017 يحتوي سيمباد على معلومات عن 9,099,070 جرم فلكي تحت 24,529,080 اسم مختلف، مع 327,634 مرجع ببليوغرافي و 15,511,733 اقتباس ببليوغرافي. وأطلق على الكوكب الكوكب الصغير 4692 سيمباد تكريماً لموقع سيمباد.

## اقرأ ايضًا
- نظام البيانات الكوكبية
- موسوعة كواكب خارج المجموعة الشمسية
- قاعدة بيانات خارج المجرى ناسا/ديسك